# Elezioni parlamentari nelle Bahamas del 2012
Le elezioni parlamentari nelle Bahamas del 2012 si tennero il 7 maggio per il rinnovo della Camera dell'assemblea, la camera bassa del Parlamento delle Bahamas.

## Risultati
| Liste                                    | Voti    | %     | Seggi |
| ---------------------------------------- | ------- | ----- | ----- |
| Partito Liberale Progressista            | 75 815  | 48,62 | 29    |
| Movimento Nazionale Libero               | 65 633  | 42,09 | 9     |
| Alleanza Nazionale Democratica           | 13 225  | 8,48  | –     |
| Partito della Costituzione delle Bahamas | 96      | 0,06  | –     |
| Indipendenti                             | 1 177   | 0,75  | –     |
| Totale                                   | 155 946 | 100   | 38    |